# 晏轍
晏轍（1444年—？），字同軌，四川瀘州直隸州人，民籍，明朝政治人物。

## 生平
四川鄉試第十三名舉人，成化十七年（1481年）中式辛丑科會試第二百四十二名，二甲第三十七名進士。

## 家族
曾祖晏君輔；祖父晏友信；父晏海，母余氏。